# 이욱재
이욱재(李旭宰, LEE Wook Jae, 1965년 2월 20일 ~ )는 대한민국의 은퇴한  펜싱 선수로 주 종목은 사브르이다. 그는 1988년 하계 올림픽 당시 사브르 개인전과 단체전에 참가하였다.
그는 대한민국의 남자 사브르 펜싱 국가대표팀의 감독을 거쳐 2014년부터 일본 대표팀 사브르 총괄코치를 역임하고 있다. 그는 2012년 하계 올림픽 당시 구본길, 김정환, 원우영, 오은석을 이끌고 남자 사브르 단체전을 우승하였다. 2013년 5월, 코르판티 컵이 종료된 후, 남자 사브르 국가대표팀은 랭킹 1위에 올랐다. 2023년 1월부터 홍콩 대표팀의 감독으로 취임하였다. 